# Lobobunaea jeanneli
Lobobunaea jeanneli är en fjärilsart som beskrevs av Pierre Claude Rougeot 1959. Lobobunaea jeanneli ingår i släktet Lobobunaea och familjen påfågelsspinnare. Inga underarter finns listade i Catalogue of Life.